# کوجیرو شینوهارا
کوجیرو شینوهارا (انگلیسی: Kojiro Shinohara؛ زادهٔ ۲۰ ژوئیهٔ ۱۹۹۱) بازیکن فوتبال اهل ژاپن است.